# Гренвиль (округ)

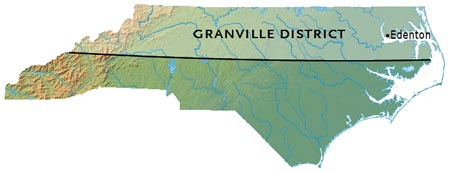
Округ Гренвиль на карте Северной Каролины

Округ Гренвиль (англ. Granville District) или округ Гренвиля (англ. Granville's district) — историческая область в США.

## Предыстория
Согласно хартии Карла II, изданной в 1663 году, в Северной Америке была образована частная колония Каролина. Её владельцами были восемь Лордов-собственников (англ. Lords Proprietor), одним из которых был Джордж Картерет.
Из-за существенных различий между северной и южной частями колонии, а также из-за трудностей сообщениям между ними, в 1691 году был назначен специальный вице-губернатор для управления северной частью колонии. Разделение колонии на северную и южную части завершилось в 1719 году, хотя обе колонии продолжали контролироваться теми же Собственниками. Восстание 1719 года в Южной Каролине привело к назначению там в 1720 году королевского губернатора, но губернатор Северной Каролины продолжал назначаться Собственниками.
В течение десяти лет британское правительство разыскивало наследников Лордов-собственников, и в 1729 году, выкупив у семерых из восьми их доли, образовало на территориях Северной и Южной Каролины королевские колонии.

## Образование области
Восьмым собственником был Джон Картерет (правнук Джорджа Картерета). Он отказался от права на участие в управлении колониями в обмен на сохранение в собственности своей доли колониальной земли. В качестве его доли была определена полоса шириной в 60 миль вдоль границы Северной Каролины с колонией Виргиния. Из-за политических событий в Великобритании, Картерет не мог заняться своими колониальными владениями вплоть до 1742 года, когда Тайный совет Великобритании по его настоянию поручил Сэмюэлю Уорнеру определить точные границы земельной доли. В 1743 году начальный участок границы был определён комиссией, назначенной Джоном Картеретом и губернатором Северной Каролины Гэбриэлом Джонстоном (по мере продвижения фронтира на запад, в 1746 и 1753 годах производилось соответствующее продление границы участка). В 1744 году Джон Картерет унаследовал титул «граф Гренвиль», и с тех пор этот участок стали называть округ Гренвиля или просто округ Гренвиль.

## Проблемы
Сам Джон Картерет никогда не был в Америке, и его землёй управляли назначенные им агенты. Несмотря на его инструкции, действия его агентов иногда приводили к спорам о принадлежности земельных участков. Возникали также и проблемы с колониальными властями, которые были обязаны обеспечивать безопасность этой земельной области и заниматься её обустройством, но не получали с неё никаких доходов.
После смерти Джона Картерета в 1763 году проблемы усугубились. Арендаторы земли не могли получить чётких разъяснений о своих правах на землю, и в итоге это привело в 1770 году к вспышке насилия, которую пришлось подавлять губернатору Уильяму Трайону. Хотя Роберт Картерет (сын и наследник Джона Картерета) и рассматривал вариант с продажей земли обратно Короне для избавления от проблем, он этого так и не сделал. Делопроизводство велось всё хуже и хуже, проблемы усугублялись, и когда Роберт в 1776 году скончался, то в рамках охватившей американских колонистов революционной лихорадки собственники округа Гренвиль воспринимались как проводники британских интересов.

## Ликвидация
В 1777 году Временная Ассамблея штата Северная Каролина провозгласила суверенитет штата над всеми землями между Виргинией и Южной Каролиной. Хотя Ассамблея признала все права на земельные участки, выданные Короной и Собственниками до 4 июля 1776 года, но при этом призвала к конфискации земель и собственности у тех, кто поддерживает британские интересы, и в 1777 году округ Гренвиль был конфискован штатом Северная Каролина.